# Peter Rudigier
Peter Ludwig Rudigier (* 16. April 1882 in Gaschurn; † 7. Jänner 1963 ebenda) war ein österreichischer Politiker (LB) und Landwirt. Er war von 1928 bis 1932 Abgeordneter zum Vorarlberger Landtag. 

## Leben und Wirken
Peter Rudigier wurde als Sohn des Landwirts Johann Josef Viktor Rudigier (1830–1894) und der Maria Rosina Ganahl (1843–1908) in Gaschurn geboren. Er heiratete am 4. Oktober 1909 in Gaschurn die ebenfalls in Gaschurn zur Welt gekommene Maria Katharina Pfeifer (1886–1968) und wurde Vater von zehn Kindern, die zwischen 1910 und 1924 zur Welt kamen. 
Rudigier besuchte die einklassige Volksschule in Gaschurn und übernahm danach den elterlichen, landwirtschaftlichen Betrieb. Zwischen 1915 und 1918 leistete er seinen Kriegsdienst als Standschütze an der Südtiroler Front. Er war als Mitglied des Landbundes aktiv und gehörte zwischen 1928 und 1938 der Gemeindevertretung von Gaschurn an. Des Weiteren war er vom 2. April 1928 bis zum 21. November 1932 Abgeordneter des Wahlbezirkes Bludenz im Vorarlberger Landtag. Er war Mitglied im Schulausschuss, im Landwirtschaftlichen Ausschuss und im Energieausschuss.